# Milan Murgaš
Milan Murgaš, né le 10 juillet 1951 à Banská Bystrica, est un universitaire et homme politique slovaque. Il a notamment été recteur de l'université Matej-Bel de 2000 à 2006 et président de la région de Banská Bystrica de 2005 à 2009.

## Biographie
Milan Murgaš a fait une scolarité secondaire au lycée technique de Tvrdošín en électrotechnique (1966-1970) puis des études d'économie à l'École supérieure d'économie de Bratislava où il a commencé sa carrière aussitôt après l'obtention de son diplôme, allant jusqu'aux fonctions de doyen de la faculté d'économie des services et du tourisme sise à Banská Bystrica. À la suite d'études d'économie de la santé à l'Organisation mondiale de la santé, il devient directeur de l'institut de santé du site thermal de Kováčová (1990-1993) puis travaille dans le privé avant de revenir dans l'enseignement supérieur à l'Université Matej-Bel de Banská Bystrica, d'abord à la tête du département d'économie publique puis comme vice-recteur chargé du développement. En 2000, il est élu recteur de l'Université.
Parallèlement il s'engage en politique dans le parti SMER créé en 1999 et est élu député lors des élections de 2002. En 2005, il est élu président de la région de Banská Bystrica. Il est exclu du parti en 2009 quand il est candidat dissident à un nouveau mandat contre le candidat officiel de SMER Vladimír Maňka, finalement élu.

## Publications
- Ekonómia zdravotníctva  (L'Économie de la santé), Phoenix, Banská Bystrica, 1995 (en collaboration)  (ISBN 80-900563-1-8)
- Manažment zdravotníctva (Le Management de la santé), Trian, Banská Bystrica, 1998  (ISBN 80-967730-2-X)
- Ekonómia zdravotníckych služieb (L'Économie des services de santé), EF UMB, Banská Bystrica, 2004  (ISBN 80-80558-91-4)